# Pterinochilus alluaudi
Pterinochilus alluaudi là một loài nhện trong họ Theraphosidae.
Loài này thuộc chi Pterinochilus. Pterinochilus alluaudi được Lucien Berland miêu tả năm 1914.